# Kacper Wilczak
Kacper Wilczak (ur.: 6 czerwca 1991) – polski brydżysta, mistrz krajowy, zawodnik Teko AZS Wratislavia V.

## Wyniki brydżowe

### Zawody światowe
W światowych zawodach zdobył następujące lokaty:
| Mistrzostwa świata. Konkurencja par | Mistrzostwa świata. Konkurencja par | Mistrzostwa świata. Konkurencja par   | Mistrzostwa świata. Konkurencja par | Mistrzostwa świata. Konkurencja par | Mistrzostwa świata. Konkurencja par |
| Rok                                 | Miejsce                             | Zawody                                | Kategoria                           | Partner                             | Pozycja                             |
| ----------------------------------- | ----------------------------------- | ------------------------------------- | ----------------------------------- | ----------------------------------- | ----------------------------------- |
| 2006                                | Pieszczany                          | 6. Młodzieżowe Mistrzostwa Świata Par | młodzież szkolna                    | Paweł Kaleta                        | 40                                  |

### Zawody europejskie
W europejskich zawodach zdobył następujące lokaty:
| Zawody europejskie. Konkurencja par | Zawody europejskie. Konkurencja par | Zawody europejskie. Konkurencja par   | Zawody europejskie. Konkurencja par | Zawody europejskie. Konkurencja par | Zawody europejskie. Konkurencja par |
| Rok                                 | Miejsce                             | Zawody                                | Kategoria                           | Partner                             | Pozycja                             |
| ----------------------------------- | ----------------------------------- | ------------------------------------- | ----------------------------------- | ----------------------------------- | ----------------------------------- |
| 2008                                | Wrocław                             | 9. Młodzieżowe Mistrzostwa Europy Par | młodzież szkolna                    | Ilja Szpuntow                       | 3                                   |